# Macrocoma papillosa
Macrocoma papillosa là một loài rêu trong họ Orthotrichaceae. Loài này được (Thér.) Vitt mô tả khoa học đầu tiên năm 1980.